# Regiones de la Antigua Grecia

Mapa que muestra las principales regiones de la antigua Grecia continental, y las adyacentes tierras bárbaras.

Las regiones de la antigua Grecia eran las áreas identificadas por los antiguos griegos como subdivisiones geográficas del mundo helénico. Estas regiones fueron descritas en las obras de los antiguos historiadores y geógrafos, y también en las leyendas y los mitos de los mismos griegos antiguos.
Conceptualmente, no hay ningún tema claro que estructure esas regiones. Algunas, sobre todo en el Peloponeso, se pueden ver principalmente como unidades geofísicas distintivas, bien definidas por límites físicos claros como cordilleras o ríos. Esas regiones conservaron su identidad, incluso cuando la identidad de los pueblos que vivieron en ellas cambió durante la Edad Oscura griega (o, al menos, los griegos pensaban que había cambiado). Contrariamente, la división de la Grecia Central entre Beocia, Fócida, Dórida y las tres partes de Lócrida, no pueden entenderse como una división lógica por los límites físicos, y en cambio parece seguir antiguas divisiones tribales. Sin embargo, esas regiones también sobrevivieron a la agitación de la Edad Oscura griega, mostrando que habían adquirido al menos connotaciones políticas. Fuera del Peloponeso y de la Grecia Central, las divisiones geográficas e identidades cambiaron a lo largo del tiempo lo que sugiere una relación más estrecha con la identidad tribal. Con el tiempo, sin embargo, todas las regiones también adquirieron significados geo-políticos, y los órganos políticos que unieron las ciudades de una región (como la Liga Arcadia) se hicieron comunes en el periodo clásico. Estas divisiones tradicionales constituyen aún hoy la base del moderno sistema de unidades periféricas de Grecia. Sin embargo, hay diferencias importantes, no estando muchas de las antiguas regiones más pequeñas representadas en el sistema actual. Para entender completamente la historia antigua de Grecia, por tanto, se requiere una descripción más detallada de las regiones antiguas.

## Grecia Central

Mapa que muestra las antiguas regiones de la Grecia Central en relación con los accidentes geográficos.

### Eniania
Eniania (en griego: Αἰνιανία) era un pequeño distrito al sur de Antigua Tesalia (por lo que a veces se considera parte de ella). Las regiones de Eniania y Etea estaban estrechamente vinculadas entre sí a lo largo del valle del río Esperqueo, ocupando Eniania las tierras bajas más al norte, y Etea las tierras más altas del sur del río. Los límites de estas dos regiones se forman por el arco de tierras altas que parten hacia el oeste desde el monte Eta hasta el monte Tinfresto, luego sigue hacia el norte hasta las cabeceras del Esperqueo y después hacia el este hasta el extremo occidental del monte Otris. La frontera de tierras bajas en el valle del Esperqueo con Málide corría aproximadamente de norte a sur desde Eta hasta el extremo oeste del Otris.
Durante los períodos arcaico y clásico, los enianes (en griego, Αἰνιᾶνες) fueron miembros de la Liga Anfictiónico de Delfos, y compartieron dos votos en el consejo Anfictiónico con los eteos.

### Ática
El nombre del Ática se dice que derivaría de Atis, hija de Cránao, que se decía que había sido el segundo rey de Atenas. Ática está limitada al este por el mar Egeo, al oeste por Megáride y el golfo Sarónico y en el norte por Beocia, de la que la separa una cadena de montañas.
En los periodos arcaico y clásico, los áticos fueron miembros de la Liga Anfictiónica de Delfos, y compartían los dos votos jónicos en el consejo Anfictiónico con los eubeos.

### Beocia

Mapa de la Beocia antigua

La  Beocia  antigua limitaba al norte con la Lócrida, al noreste con el canal de Eubea, al oeste con la Fócida, al sur con el golfo de Corinto, la Megáride y Ática. La parte suroriental de la Beocia era montañosa, y las otras zonas eran más bien llanas. En el centro de la zona llana estaba el lago Copaide, desecado a principios de los años 1900, cuyas inundaciones fueron muy favorables para la productividad agrícola, aunque hacían de la zona un territorio pantanoso afectado por la malaria. A diferencia de otras regiones de la antigua Grecia, la economía de la Beocia fue casi exclusivamente agrícola. Las principales montañas que rodean la Beocia son los montes Parnaso, Helicón y Citerón; y, entre los ríos, destaca el río Cefiso, que alimentaba el lago Copaide.
Las principales ciudades eran Tebas, Orcómeno, Haliarto, Copas, Aspledón, Coronea, Platea, Leuctra y Tanagra.
La región histórica de Beocia, junto con muchas de las ciudades que existieron allí en el período clásico, está descrita en el «catálogo de las naves» en la Ilíada. En los períodos arcaico y clásico, los beocios fueron miembros de la Liga Anfictiónica de Delfos y tuvieron dos votos en el consejo Anfictiónico.
Beocia se alió con Esparta para debilitar las fuerzas atenienses, perdiendo.

### Dórida
La Dórida (en griego: ἡ Δωρίς; en latín: Dores, Dorienses) es una pequeña región montañosa que limitaba con Etolia, la Tesalia de la Lócrida Ozolia y la Fócida. Se encuentra entre los montes Eta y Parnaso y formaba parte del valle del río Pindo (Πίνδος), un torrente tributario del Cefiso. El valle se extiende hacía la Fócida, pero se halla a mayor altura que la hondonada del Cefiso, al mismo nivel de los pueblos de Drimea, Titronio y Anficlea, que pertenecen a las últimas poblaciones de la Fócida.
En los períodos arcaico y clásico, los dorios fueron miembros de la Liga Anfictiónica de Delfos, y compartieron los dos votos dorios en el consejo Anfictiónico con los dorios laconios.

### Eubea
En los períodos arcaico y clásico, los eubeos eran miembros de la Liga Anfictiónica de Delfos, y compartieron los dos votos jonios en el consejo Anfictiónico con los atenienses.

### Lócrida

Mapa de la zona de Grecia central donde se ubican algunas de las principales ciudades de la antigua Lócride.

La Lócrida o  Lócride fue una región que se encontraba en la zona costera continental, extendiéndose desde las Termópilas a Larimna, al norte del golfo de Corinto. Estaba distribuida en dos territorios:
- Lócrida oriental, contigua a Beocia y dividida, a su vez, entre Lócrida Opuntia y Lócrida Epicnemidia, una a cada parte de Dafnunte.[3]
- Lócrida Ozolia, en la costa norte del golfo de Corinto, entre Naupacto y Crisa, yendo hacia el interior alrededor del valle de Anfisa.

El territorio de la Lócrida primigenia se dividió en dos regiones: Dórida y Fócida. Quizás se debió a una invasión temprana de algún pueblo vecino
La región de Lócrida, sobre todo la parte del este ("que moran frente a la sagrada Eubea"), se describe en la Ilíada.
En los períodos arcaico y clásico, los locrios fueron miembros de la Liga Anfictiónica de Delfos, y tenían dos votos en el consejo Anfictiónico.

### Málide
En los períodos arcaico y clásico, los malieos fueron miembros de la Liga Anfictiónica de Delfos, y tuvieron dos votos en el consejo Anfictiónico.

### Etea
Etea (en griego: Οἰταία) fue un pequeño distrito del altiplano situado al sur de Tesalia (de la que a veces se consideraba parte). Estaba estrechamente vinculada con el distrito de Eniania, compartiendo ubicación en el valle del Esperqueo (ver arriba).
Los eteos fueron miembros de la Liga Anfictiónica de Delfos, y compartieron dos votos en el consejo Anfictiónico con los aenianos.

### Fócida

Mapa con las principales ciudades de la Fócida

La región de Fócida, junto con algunas de las ciudades que existieron allí en el período clásico, fue descrita en la Ilíada.
En los períodos arcaico y clásico, los focidios fueron miembros de la Liga Anfictiónica de Delfos, y tuvieron dos votos en el consejo Anfictiónico, hasta que fueron despojados de ellos después de la tercera guerra sagrada.

## Grecia occidental

Mapa que muestra las antiguas regiones del occidente y norte de Grecia en relación con los accidentes geográficos

### Acarnania
Acarnania (en griego: Ακαρνανία, Akarnanía) es una región de la Grecia Occidental que se extiende a lo largo de la ribera del mar Jónico, al oeste de la histórica región de Etolia, con el río Aqueloo como frontera natural, y al norte del golfo de Ambracia, la entrada del golfo de Corinto. El lado norte de Acarnania del golfo de Corinto se considera parte de la región de Epiro.
La fundación de Acarnania en la mitología griega se atribuye tradicionalmente a Acarnán, hijo de Alcmeón.
Actualmente forma la parte occidental de la unidad periférica de Etolia-Acarnania. La capital y principal ciudad en tiempos antiguos era Estrato.

### Etolia
El río Aqueloo separa Etolia de la región de Acarnania, al oeste; en el norte tenía límites con Epiro y Tesalia; al este, con los locrios ozolios; y en el sur, la entrada del golfo de Corinto define los límites de Etolia. En la época clásica Etolia comprendía dos partes: Antigua Etolia, en el oeste, desde el Aqueloo hasta el río Eveno y Calidón; y Nueva Etolia o Etolia Adquirida, en el este, desde el Eveno y Calidón hasta los Lócrida Ozolia. La región tiene un ribera costera fructífera, pero un interior improductivo y montañoso. En las montañas vivían muchas bestias salvajes, y adquirieron fama en la mitología griega como la expedición de la caza del jabalí de Calidón.

### Aperantia
La antigua Aperantia (Ἀπεραντία) fue una pequeña región de Etolia, al sur de Dolopia. 

### Dolopia
Dolopia (en griego: Δολοπία) es una región montañosa de Grecia, situada al norte de Etolia.
Los dólopes fueron miembros de la Liga Anfictiónica de Delfos, y compartieron dos votos en el consejo Anfictiónico con los perrebos.

## Peloponeso

Antiguos estados peloponesos

El Peloponeso es una gran península localizada en el extremo sur de los Balcanes y forma parte del centro tradicional de Grecia. Está unida al "continente" griego por el istmo de Corinto. El Peloponeso se divide convencionalmente en siete regiones, que siguen siendo utilizadas como unidades regionales de la Grecia moderna. La mayor parte de estas regiones se nombran directamente en el «catálogo de las naves» en la Ilíada, lo que sugiere que esta división geográfica del Peloponeso ya era muy antigua y que se remontaría a la Grecia micénica.

### Acaya
Geográficamente, Acaya (en griego antiguo: Ἀχαΐα, Achaïa) era (y es) la región más septentrional del Peloponeso, que ocupa a franja costera al norte de Arcardia. Al sur, estaba bordeaba por la Arcadia a lo largo de la cresta de tierras altas que se extienden desde el monte Erimanto hasta el monte Cilene. Hacia el este, limitaba con Corintia cerca de la ciudad de Sición, y hacia el oeste el río Lariso y la cresta occidental del Erimanto formaron la frontera con Élide. Aparte de la llanura alrededor de Dime, al oeste, Acaya era generalmente una región montañosa.
El origen del nombre de Acaya es algo problemático. Homero utiliza aqueos como un término genérico para designar a los griegos en toda la Ilíada; en cambio, en el «catálogo de las naves» no se menciona ninguna región como Acaya, aunque probablemente se identifique con el nombre de Egíalo. Pausanias dice que 'aqueo' era el nombre de los griegos que originalmente habitaban la Argólida y la Laconia, porque descendían de los hijos del mítico Aqueo, Arcandro y Arquíteles. Sin embargo, claramente esta no es la manera en que Homero utiliza el término. Pausanias también cuenta la leyenda de que los aqueos fueron forzados a salir de sus tierras en la Argólida por los dorios durante la legendaria invasión dórica del Peloponeso. Como consecuencia, los aqueos fueron a Egíalo y obligaron a los egeos (de ahora en adelante, confusamente conocidos como los jonios) a salir de su tierra. Los jonios se refugiaron temporalmente en Atenas, y Egíalo se hizo conocida como Acaya. Se suponía que por esta razón la región conocida como Acaya en la Grecia Clásica no se correspondía con el uso homérico. Heródoto relató más o menos la misma historia (pero 600 años antes), mostrando que, cualquiera que fuera su veracidad, estaba profundamente arraigada en la leyenda griega.
Acaya fue utilizado más tarde por los romanos como un nombre para designar la provincia de Acaya, que abarcaba gran parte del centro y sur de Grecia. El nombre Acaya fue utilizado más adelante en el estado cruzado del Principado de Acaya (1205-1432), que consistió en todo el Peloponeso, siguiendo de cerca el uso romano. Hay una moderna unidad regional de Grecia del mismo nombre que la región antigua, que se basa en gran parte en la región antigua.

### Arcadia
Geográficamente, la antigua Arcadia ocupaba las tierras altas en el centro del Peloponeso. Al norte, bordeaba la Acaya siguiendo la cresta de las tierras altas que se extiende desde el monte Erimanto hasta el monte Cilene; la mayor parte del monte Aroania estaba en Arcadia. Al este, tenía fronteras con la Argólida y Corintia a lo largo de la cresta que va del Cilene en redondo hasta el monte Oligirto y luego al sur al monte Partenio. Al sur, la frontera de Laconia y Mesenia corre a través de las estribaciones de las cadenas montañosas del Parnón y Taigeto, de modo que la Arcadia contenía todas las cabeceras del río Alfeo, pero ninguna de las aguas del río Eurotas. Al suroeste, la frontera con Mesenia corría a lo largo de las cimas del monte Nomia y del monte Eleo, y desde allí la frontera con Élide corría a lo largo de los valles de los ríos Erimanto y Diagon. La mayor parte de la región de Arcardia era montañosa, aparte de las llanuras alrededor de Tegea y de Megalópolis, y de los valles de los ríos Alfeo y Ladón.
Debido a su carácter remoto, montañoso, Arcadia parece haber sido un refugio cultural. Cuando, durante la Edad Oscura griega, los dialectos griegos dóricos se introdujeron en el Peloponeso, la lengua más antigua sobrevivió aparentemente en Arcadia, y formó parte del grupo arcado-chipriota de las lenguas griegas. Heródoto dice que los habitantes de Arcadia eran pelasgos, el nombre griego de los supuestos habitantes "indígenas" de Grecia, que habitaban allí antes de la llegada de las tribus "helénicas". Mientras que Heródoto parece haber encontrado la idea de que los pelasgos no eran "griegos" disparatada, es evidente que los arcadios fueron considerados como los habitantes originales de la región. Arcadia es una de las regiones descritas en el «catálogo de las naves» en La Ilíada. El mismo Agamenón dio a Arcadia los barcos para la guerra troyana porque Arcadia no tenía una marina.
Hay una unidad regional moderna de Grecia del mismo nombre, Arcadia, que es más extensa que la región antigua.

### Argólida

Mapa de la Argólida antigua

La antigua Argólida o Argolis ocupaba la parte oriental del Peloponeso, principalmente la península argólida, junto con la región costera al este de Arcadia y al norte de Laconia. Al norte, el límite con el territorio de Corinto era bastante más fluido, y estos territorios han sido a veces considerados juntos. Por ejemplo, Pausanias trata Argólida y Corintia juntas en un libro de su Descripción de Grecia; similarmente, en la Grecia moderna, una prefectura "Argolidocorintia" ha existido en varias ocasiones. Argólida tomó su nombre de la ciudad principal de la región durante los períodos arcaico y clásico, Argos.
Argólida se trata en el «catálogo de las naves» de la Ilíada, sin que se le da ese nombre explícito, pero las principales ciudades de la región se enumeran juntas bajo la dirección de Diomedes.
Hay una unidad regional moderna de Grecia del mismo nombre, Argólida, que comprende un área más pequeña que la antigua región.

### Corintia
El territorio asociado con la ciudad de la Antigua Corinto (en griego: Κόρινθος, Kórinthos) en la antigua Grecia estaba a ambos lados del istmo de Corinto. En el lado norte del istmo, estaba delimitado por el monte Gerania, que lo separaba de Megaris. En el lado peloponeso del istmo, Corintia estaba limitada por Acaya, al oeste, y al sur por el territorio de la Argólida. La frontera entre la Argólida y la Corintia era bastante fluida y, tanto en la antigüedad como en la modernidad, las regiones han sido consideradas en su conjunto. Corintia se trata en el «catálogo de las naves» de La Ilíada, sin que se le de ese nombre explícito, pero las ciudades principales de la región se enumeran juntas bajo dirección de Agamenón.
Hay una moderna unidad regional de Grecia del mismo nombre, Corintia.

### Élide

Mapa de la Élide antigua

Élide ocupaba la parte occidental y más plana del Peloponeso. Al noreste, limita con Acaya a lo largo del río Lariso y con la estribación occidental del monte Erimanto, y, al este, la frontera con Arcadia corre a lo largo de los ríos Erimanto y Diagon hasta el monte Elaeum. Desde Elaeum, su frontera con Mesenia corría a lo largo del río Neda hasta el mar.
Élide se trata en el «catálogo de las naves» de La Ilíada, sin que se le diera ese nombre explícito (Elis se utiliza sólo para el nombre de la ciudad), pero las principales ciudades de la región se enumeran juntas.
Hay una moderna unidad regional de Grecia con el mismo nombre, unidad periférica de Élide.

### Laconia
Lacedemonia, también llamada Laconia, en griego: Λακεδαίμων, Lakedaimōn), ocupaba la parte suroriental del Peloponeso. Sus límites principales fueron formados por las sierras Parnon y Taygetos. Su límite occidental, adyacente con Mesenia, corría a lo largo del río Koskaraka justo al sur de la ciudad de Abia, para arriba en la cordillera de Taygetos, y luego al norte a lo largo de la cresta de Taygetos. La frontera norte con Arcadia corría entre las estribaciones de Taygetos y Parnon, de tal modo que Laconia incluía todas las cabeceras del río Eurotas. Al noreste de la cordillera de Parnon estaba la zona costera de Cinuria. Esta fue originalmente parte de la Argólida, pero ya en el período Clásico se había convertido en parte de Laconia. La tierra entre las cadenas montañosas Taygetos y Parnon formabaó el corazón de Laconia. La región costera al este de Parnon, y al sur de Cinuria también formaba parte de Laconia. Lacedemonia es una de las regiones descritas en el «catálogo de las naves» en La Ilíada. En los períodos arcaico y clásico, los laconios fueron miembros de la Liga Anfictiónica de Delfos y compartieron los dos votos dorios en el consejo Anfictiónico con los dorios de Dórida.
Hay una unidad regional moderna de Grecia del mismo nombre, Laconia.
Durante el periodo clásico, Laconia fue dominada por la ciudad de Esparta. Había otros asentamientos en la región, y la mayoría de sus habitantes no eran ciudadanos plenos espartanos ((espartiatas), sino lacedemonios o periecos ('habitantes de los alrededores'). Sin embargo, todos estos ciudadanos y ciudades eran parte del estado espartano. Sólo después del eclipse final del poder espartano después de la guerra contra Nabis el resto de Laconia se liberó de la dominación espartana. Sin embargo, Laconia en cambio cayó bajo el dominio de la Liga Aquea hasta que todo el Peloponeso fue conquistado por los romanos en el año 146 a. C.

### Mesenia
Mesenia ocupaba la parte suroeste del Peloponeso. Al norte tenía una frontera con Élide siguiendo el curso del río Neda, desde donde seguía la frontera con Arcadia a lo largo de las cimas del monte Elaeum y del monte Nomia. La frontera norte con Arcadia discurría luego entre las colinas del Taigeto, pero todas las cabeceras del río Alfeo quedaban fuera de Mesenia. La frontera oriental con Laconia corría a lo largo de la cresta del Taigeto hasta el río Koskaraka, y luego a lo largo de ese río hasta el mar, cerca de la ciudad de Abia.
Hay una moderna unidad regional de Grecia del mismo nombre, Mesenia.

## Tesalia
Los tesalios fueron miembros de la Liga Anfictiónica de Delfos, y tenían dos votos en el consejo Anfictiónico.

### Acaya Pthiotis
Los aqueos ptioticos fueron miembros de la Liga Anfictiónica de Delfos y tenía dos votos en el consejo Anfictiónico.

### Magnesia
Los magnesios fueron miembros de la Liga Anfictiónica de Delfos y tenían dos votos en el consejo Anfictiónico.

### Pelasgiotis
Pelasgiotis o Pelasgiótide (en griego antiguo: Πελασγιῶτις) era una alargada región de la antigua Tesalia, que comprendía el territorio entre el valle del Tempe hasta la ciudad sureña de Feras. Las principales localidades pertenecientes a esta región eran  Argos Pelásgica, Argisa, Átrax, Cranón, Cinoscéfalas, Girtón, Mopsio, Larisa, Condea, Onquesto, Faito, Feras, Escotusa y Sicirio.
Ftiótide, Tesaliótide, Histiótide y Pelasgiótide eran las cuatro tetras de Tesalia, gobernadas por un tagos, magistrado electo cuando la ocasión lo requería.

### Perrebia
La Perrebia (en griego antiguo: Περραιβία, ῄ)  fue una región de Grecia central, que limitaba al norte con el reino de Macedonia y al sudeste y  al sudoeste con las tetrades (distritos) tesalias de Histiótide y Pelasgiótide.
Sus habitantes, que vivían cerca del monte Olimpo y del valle del Tempe, se apoderaron de Histieótide. El río Titaresio, un afluente del Peneo, regaba su territorio. Según Estrabón mantuvieron constantes pugnas con los mitológicos lápitas, quienes consiguieron expulsarlos de Perrebia y se fueron a vivir a los montes de Atamania y el Pindo. Cifo, Oloosón, Gono, Elona y Falana eran polis perrebas.
Los perrebos fueron miembros de la Liga Anfictiónica de Delfos y compartían dos votos en el consejo Anfictiónico con los dolopianos.

## Épiro

Mapa que muestra las antiguas regiones de Epiro y Macedonia

### Caonia
Caonia o Caón (en griego antiguo: Χαονία o Χάων) era el nombre de la parte noroeste de Epiro, la patria de la tribu griega de los caones. Su ciudad principal se llamaba Fenice. Según Virgilio, Caón era el antepasado epónimo de los caones.

### Molosia
Los molosios (en griego: Μολοσσοί, Molossoi) fueron un antiguo estado tribal griego de los que habitaron la región de Epiro desde el periodo heládico. En su frontera noreste, tenían a los chaonianos y en su frontera meridional estaba el reino de los tesprotos; al norte estaban los ilirios.

### Tesprotia
Estrabón sitúa el territorio de Tesprotia en la costa sudoccidental del Épiro. Tesprotia se extiende entre el golfo de Arta al sur del río Tíamis en el norte, y entre la cordillera del Pindo y el mar Jónico. Según la leyenda, el pueblo recibió su nombre del caudillo de los pelasgos y primer gobernador, Tesproto, que construyó Éfira, la capital de Tesprotia, más tarde llamada Cíquiro. Otras ciudades importantes de los tesprotos fueron Pandosia, Gitana, Quimerio, Torone, Fánote, Casopa, Fénice, Buqueta y Elea. Había una ciudad llamada Tesprotia, que compartía el mismo nombre con la misma tribu.

### Parauaea
Parauaea (en griego: Παραυαία) fue una antigua región ubicada en Epiro.

## Macedonia

Macedonia

Macedonia (del en griego: Μακεδονία, Makedonía) fue un antiguo reino griego y la región histórica que ahora lleva ese nombre, centrada en la parte noreste de la península balcánica, estaba bordeada por Epiro, al oeste, Peonia, al norte, Tracia, al este y Tesalia, al sur. Los primeros geógrafos consideraban el río Estrimón como la frontera oriental entre Macedonia y Tracia. Sin embargo, cuando el reino de Macedonia se expandió y empujó hacia el este a las tribus tracias, el río Nestos pasó a ser considerado como la frontera oriental de la región y las área de Sintiki, Odomantis y Edonis quedaron incluidas en el reino.

### Bisaltia
Bisaltia  es una región de la Macedonia Central que se encontraba al norte de la Calcídica y al este de Crestonia, y que ocupaba toda la margen derecha del curso bajo del río Estrimón, y se extendía desde este río y del lago Cercinitis, al este, hasta Argilo, a orillas del golfo Estrimónico.  El río principal era el Bisaltes.
Los bisaltios (o bisaltas) fueron un pueblo tracio que, en sus orígenes, habían habitado en el área comprendida al noroeste de Anfípolis, junto a la orilla occidental del Estrimón y Heraclea Síntica (la actual ciudad de Zervokhori) al este, hasta que fueron desplazados por los macedonios. También vivían en las penínsulas de Acté y Palene, en el sur, más allá del río Nesto, en el este. Se dice incluso que saquearon Cardia.

### Botiea
Botiea era una región  del reino de Macedonia localizada entre los ríos Axio y Haliacmón, cuya estrecha franja litoral pertenecía a las ciudades de Icnas, y a Pela, y que estaba a unos 40 km al noroeste de Terma y a unos 10 km del golfo Termaico. El curso bajo del Haliacmón servía de frontera entre Botiea y Macedónide.
Constituyó un estado cuyos límites no son bien conocidos, al oeste de los calcidícos. Era un pueblo originario de la Botia, situada, al sur y sudeste de Pella, en el curso bajo del Axiós, el actual Vardar, al oeste del golfo Termaico.

## Colonias griegas

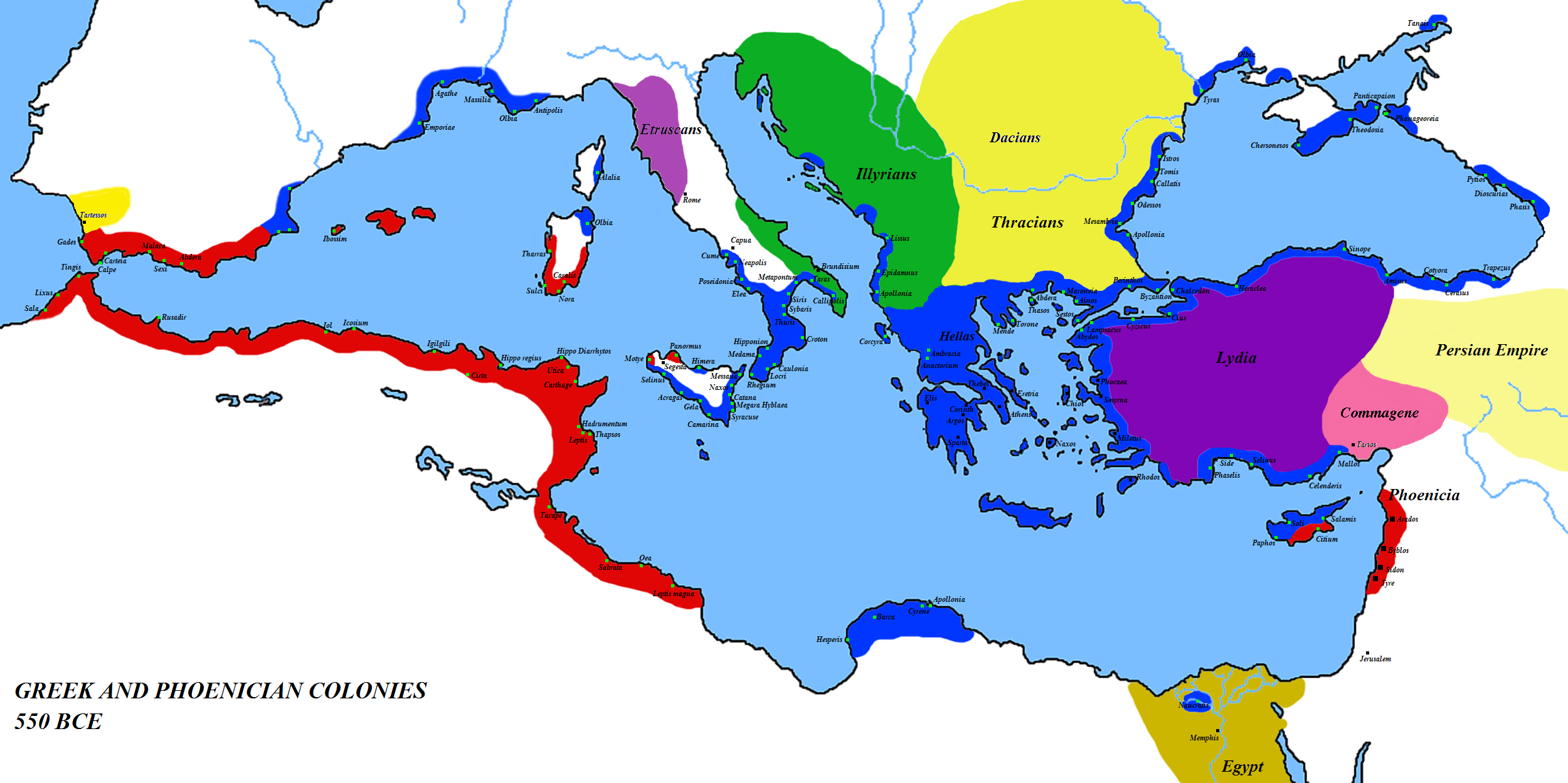
En azul, Grecia y sus colonias, en torno al 550 a. C.